# Territorio de las Islas Ashmore y Cartier
El Territorio de las Islas Ashmore y Cartier (en inglés: Territory of Ashmore and Cartier Islands) está formado por dos grupos de islas tropicales deshabitadas situadas en el océano Índico al noroeste de la parte continental de Australia y al sur de Indonesia, en las coordenadas 12°14′S, 123°5′E. El grupo está compuesto por el arrecife Ashmore (islotes oeste, medio y este) y la isla Cartier, que en total tienen una extensión de 5 km².
A pesar de que tienen 74,1 km de costa, no hay en las islas puertos ni bahías.
El territorio es administrado desde la capital australiana Canberra, se encarga de ello el Ministerio de Medio Ambiente de Australia (Australian Department of the Environment, Sport and Territories).

## Historia
Según la literatura australiana, la isla Cartier fue descubierta por el capitán Nash en 1800, y recibió el nombre de su barco Cartier. La isla Ashmore fue descubierta por el capitán Samuel Ashmore en 1811 desde su barco HMS Hibernia y recibió su nombre. La isla Ashmore fue anexionada por el Reino Unido en 1878, al igual que la isla Cartier en 1909.
Una orden del Consejo británico de 23 de julio de 1931 establecía que las islas Ashmore y Cartier pasarían a estar bajo la autoridad de la Commonwealth de Australia cuando ésta aprobara la legislación para aceptarlas, y la administración formal comenzó dos años más tarde.
La Ley de Aceptación de las Islas Ashmore y Cartier de 1933 resultante de la Commonwealth entró en vigor el 10 de mayo de 1934, cuando las islas se convirtieron formalmente en un territorio. La ley autorizaba al Gobernador de Australia Occidental a elaborar ordenanzas para el territorio. En julio de 1938 el territorio se anexionó al Territorio del Norte, entonces también administrado por la Commonwealth, cuyas leyes, ordenanzas y reglamentos se aplicaban al Territorio del Norte. Cuando se concedió el autogobierno al Territorio del Norte el 1 de julio de 1978, la administración de las islas Ashmore y Cartier quedó en manos de la Commonwealth.
En 1983, el territorio fue declarado reserva natural en virtud de la Ley de Parques Nacionales y Conservación de la Vida Silvestre de 1975, sustituida ahora por la Ley de Protección del Medio Ambiente y Conservación de la Biodiversidad de 1999.
En septiembre de 2001, el gobierno australiano eliminó las islas Ashmore y Cartier de la zona de migración australiana.
Ashmore ha sido visitada y pescada regularmente por pescadores indonesios desde principios del siglo XVIII. Un Memorando de Entendimiento (MOU) de 1974 entre Australia e Indonesia establece acuerdos por los que los pescadores tradicionales pueden acceder a los recursos del mar territorial de Australia en la región. Esto permite a los pescadores tradicionales indonesios acceder a partes de Ashmore para refugiarse, obtener agua dulce y visitar tumbas. La zona, conocida como "MOU Box", contiene el territorio de las islas Ashmore y Cartier.

## Geografía
El territorio comprende el Arrecife Ashmore, que incluye las islas Oeste, Media y Este, y dos lagunas, y el Arrecife Cartier, que incluye la isla Cartier. El Arrecife Ashmore tiene una extensión aproximada de 583 kilómetros cuadrados y el Arrecife Cartier posee 167 kilómetros cuadrados; ambas medidas se extienden hasta los límites de los arrecifes.
Las islas del Oeste, del Medio y del Este tienen una superficie combinada de 54 hectáreas (130 acres), 93 hectáreas (230 acres) y 112 hectáreas (280 acres) La isla Cartier tiene una superficie de 0,4 hectáreas (0,99 acres).

## Política y Gobierno
En la actualidad, el Territorio es administrado desde Canberra por el Departamento de Infraestructuras, Desarrollo Regional y Ciudades, que también es responsable de la administración de los territorios de la Isla de Navidad, las Islas Cocos (Keeling), las Islas del Mar del Coral, el Territorio de la Bahía de Jervis y la Isla de Norfolk.
El Departamento del Fiscal General había sido responsable de la administración de los territorios australianos hasta las elecciones federales de 2010. En ese año, la responsabilidad de los territorios australianos se transfirió al entonces Departamento de Australia Regional, Gobierno Local, Artes y Deportes, y desde el 18 de septiembre de 2013 el Departamento de Infraestructuras y Desarrollo Regional administra los territorios australianos.
La defensa de las islas Ashmore y Cartier es responsabilidad de Australia, con visitas periódicas de la Marina Real Australiana, la Fuerza Aérea Real Australiana y el Servicio de Aduanas y Protección de Fronteras de Australia.
El cercano Arrecife Hibernia, situado a 42 km (26 mi) al noreste del Arrecife Ashmore, no forma parte del Territorio, sino que pertenece a Australia Occidental. No tiene una superficie de tierra permanentemente seca, aunque grandes partes del arrecife quedan expuestas durante la marea baja.

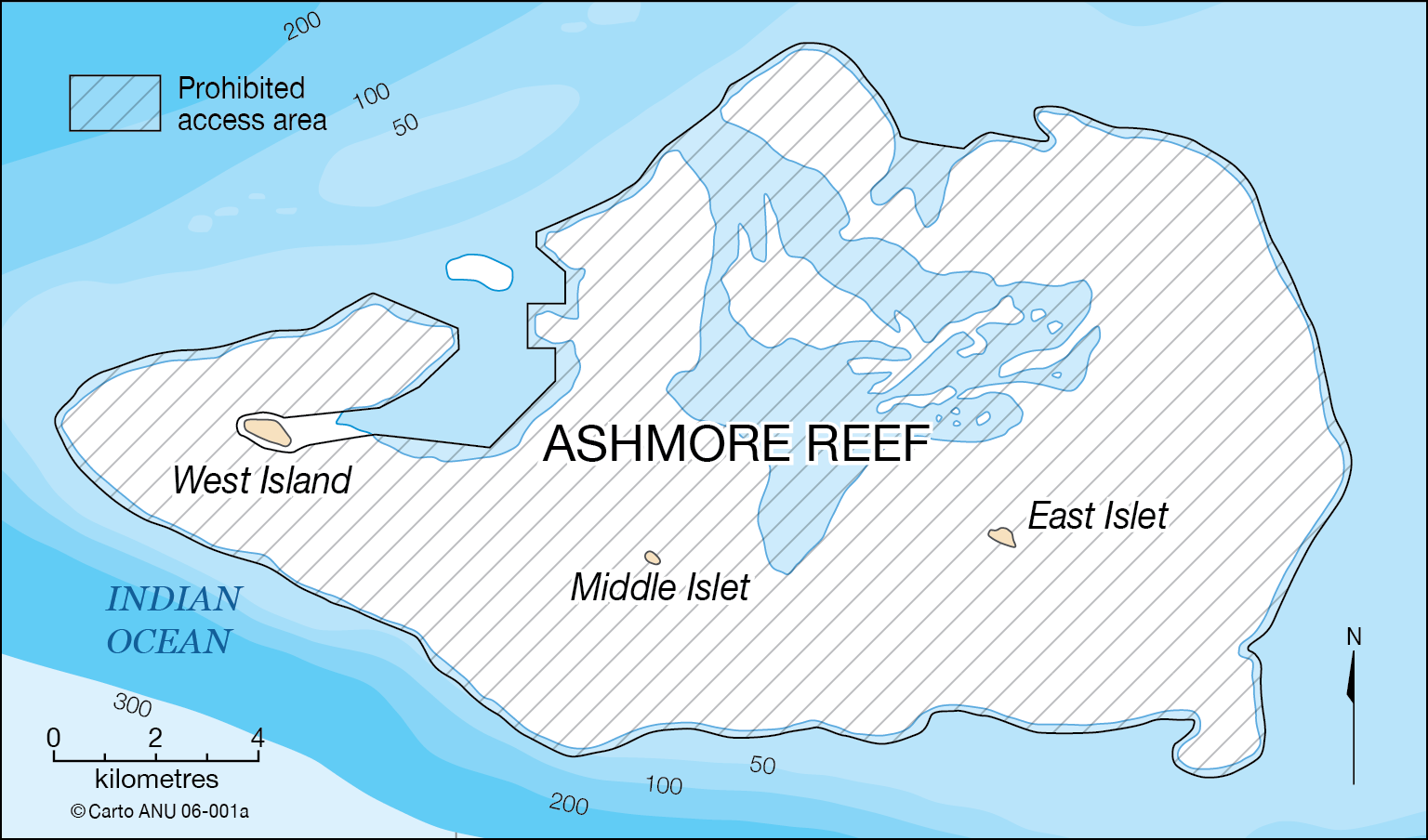
Mapa del Arrecife Ashmore

## Economía
No hay actividad económica en el Territorio, ya que las islas Ashmore y Cartier están deshabitadas. La isla Cartier es una isla de arena sin vegetación. El acceso a la isla Cartier está prohibido por el riesgo de que existan municiones sin explotar. No hay puertos, sólo un fondeadero en alta mar. El buque de la Fuerza Fronteriza Australiana ABFC Thaiyak está estacionado frente al arrecife hasta 300 días al año. Las islas también son visitadas por cuidadores estacionales e investigadores científicos ocasionales.
La zona ha sido un caladero tradicional de pescadores indonesios durante siglos, y sigue siéndolo. En la década de 1850, los balleneros estadounidenses operaban en la región. En la segunda mitad del siglo XIX se explotaron yacimientos de fosfato en la isla de Ashmore. En la actualidad, todos los pozos del territorio están infectados de cólera o contaminados y no son potables.
Las actividades de extracción de petróleo tienen lugar en los yacimientos de Jabiru y Challis, adyacentes al Territorio, y que son administrados por el Departamento de Minas y Energía del Territorio del Norte en nombre de la Commonwealth.

## Migración
Dado que el arrecife de Ashmore es el punto del territorio australiano más cercano a Indonesia, era un objetivo popular para los contrabandistas de personas que transportaban a los solicitantes de asilo de camino a Australia. Una vez desembarcados en la isla de Ashmore, los solicitantes de asilo podían alegar que habían entrado en la zona de migración australiana y solicitar ser procesados como refugiados. El uso de la isla de Ashmore con este fin creó gran notoriedad a finales de 2001, cuando la llegada de refugiados se convirtió en un importante problema político en Australia. El gobierno australiano argumentó que, al no ser Australia el país de primer asilo de estos boat people, no tenía la responsabilidad de aceptarlos.
Se hicieron varias cosas para desalentar el uso del Territorio con este fin, como intentar que los contrabandistas de personas fueran arrestados en Indonesia; la llamada Solución del Pacífico, que consistía en procesarlos en terceros países; el abordaje y la devolución forzosa de los barcos por parte de las fuerzas militares australianas; y, finalmente, la exclusión del Territorio y de muchas otras islas pequeñas de la zona de migración australiana.
En octubre de 2001, dos embarcaciones cargadas de solicitantes de asilo fueron retenidas durante varios días en la laguna de la isla de Ashmore, tras los intentos fallidos de la Marina Real Australiana de devolverlos a Indonesia.